# Agustín Acereto
José Agustín Acereto fue un político mexicano nacido en la ciudad de Valladolid, Yucatán a principios del siglo XIX, que fue gobernador de su estado en tres cortos periodos, entre 1859 y 1861. Murió asesinado en una región selvática cercana a Valladolid, después de que había sido declarado gobernador por tercera vez en 1861.

## Datos históricos
A finales de la década de 1850 se dilucidaba la escisión peninsular y la separación de Campeche del Yucatán decimonónico. Se sufrían también las consecuencias de la guerra civil yucateca denominada guerra de castas.
Agustín Acereto había participado diez años antes, en 1840, en la Junta Gubernativa que exigió el retorno a la Constitución de Yucatán de 1825 y que se repusieran a las autoridades electas en 1834. Acereto fue parte de un grupo de políticos yucatecos que defendieron la postura federalista de Yucatán frente al centralismo impuesto por los políticos entonces en el poder en la capital de la república de México.
Años después, en 1860, Agustín Acereto fue gobernador del estado sustituyendo a Pablo Castellanos. Organizó entonces una fuerte expedición militar que debía batir a los indígenas insurrectos en Chan Santa Cruz. Esta expedición fue encabezada por su hijo, Pedro Acereto, que era coronel y quien condujo a 2000 soldados para el propósito señalado. Fueron derrotados a principios de 1860.
En ese punto sobrevino una seria disputa con el nuevo gobierno de Campeche que complicó las relaciones entre el Yucatán escindido y el estado de Campeche que había surgido de esa escisión. Por este hecho Agustín Acereto fue reemplazado en el gobierno estatal en virtud de una asonada jefaturada por el general Lorenzo Vargas, quien estableció un gobierno de facto desde la población de Muna, al sur del estado de Yucatán. Acereto fue perseguido, apresado y llevado a prisión.
El hijo de Agustín Acereto, Pedro, se levantó en armas en la población de Valladolid exigiendo la restitución de su padre en el poder. El levantamiento tuvo eco en la población y fue exitoso. Agustín Acereto obtuvo su libertad y volvió a ocupar el cargo de gobernador.
Hubo después una nueva convocatoria para elegir gobernador del estado. Tras las elecciones de 1861, Agustín Acereto resultó elegido nuevamente al cargo del Poder Ejecutivo de Yucatán. No duró mucho en funciones ya que otra vez fue derrocado por la vía de las armas por otro general, Liborio Irigoyen, que se hizo del poder público. Acereto, depuesto, fue perseguido por las fuerzas de Irigoyen y asesinado al estar huyendo en una zona boscosa de los alrededores de la ciudad oriental de Valladolid.